# 한림면
한림면(翰林面)은 대한민국 경상남도 김해시의 면이다. 한림면은 김해시의 북쪽에 위치하고 있으며, 북동쪽으로 낙동강을 경계로 밀양시 하남읍과 접하고, 서쪽으로 진례면, 남쪽으로 생림면과 김해시 삼계동, 서북쪽으로 진영읍과 창원시 대산면과 접하고 있다.

## 역사
- 조선시대 경상도 김해군 상북면(上北面)·하북면(下北面): 화포천 경계
- 1895년 음력 윤5월 1일 진주부 김해군[1]
- 1896년 8월 4일 경상남도 김해군[2]
- 1914년 4월 1일 상북면·하북면을 이북면(二北面)으로 통합하였다.[3] 면사무소는 안하리에 두었다. (11리)

| 조선총독부령 제111호 |                                                                      |
| 구 행정구역          | 신 행정구역                                                          |
| 김해군 상북면        | 김해군 이북면 가산리, 가동리, 장방리, 시산리                         |
| 김해군 하북면        | 김해군 이북면 신천리, 용덕리, 명동리, 안곡리, 퇴래리, 병동리, 안하리 |
- 1968년 면사무소를 장방리(현 위치)로 옮겼다.
- 1983년 2월 15일 생림면 금곡리를 이북면에 편입하였다.[4] (12법정리)
- 1987년 1월 1일 이북면을 한림면으로 개칭하였다.[5]
- 1995년 5월 10일 경상남도 김해시 한림면[6]

## 법정리
- 명동리
- 퇴래리
- 병동리
- 신천리
- 용덕리
- 안곡리
- 안하리
- 장방리
- 시산리
- 가동리
- 가산리
- 금곡리

## 학교
- 한림초등학교 (장방리)
  - 가산분교 (폐교) - 한림면 가동로103번길 44-16 (가산리)
- 안명초등학교 (안하리)
- 이북초등학교 (명동리)
- 신천초등학교 (폐교) - 한림면 김해대로 1439-11 (신천리)
- 금곡초등학교 (폐교) - 한림면 금곡로182번길 43 (금곡리, 現 금곡무지개고등학교)
- 한림중학교 (장방리)

## 출신 인물
- 김종간: 전 경상남도 김해시장